# Maximilien de Meuron
Maximilien de Meuron, né le 7 septembre 1785 à Corcelles-près-Concise et mort à Neuchâtel le 27 février 1868, est un artiste-peintre suisse.

## Biographie
Maximilien de Meuron naît au château de Corcelles (canton de Vaud) en 1785. Il est issu d‛une famille noble. Il étudie le droit à Berlin. Il se consacre ensuite à la peinture de paysages. Il se forme à Paris et en Italie. Il fait des esquisses en plein air et réalise le tableau final dans son atelier.
Il a siégé au Grand Conseil du canton de Neuchâtel et a contribué au développement artistique de la ville. Il a fondé la Société des Amis des Arts.

## Fonds d'archives
Les Archives de l'État de Neuchâtel conservent un fonds d'archives, consultable, contenant des milliers de documents, principalement de la correspondance. Ces archives de famille sont divisées en rubriques selon le prénom des personnages. Du personnage central, Maximilien de Meuron (1785 - 1868), artiste peintre, il y a un nombre considérable de correspondance échangée (entre autres Léopold Robert, Karl Girardet, Jean-Frédéric Ostervald). Il en va de même pour son fils Albert de Meuron (1823 - 1897), en relations épistolaires avec beaucoup de peintres (par ex. Albert Anker, Auguste Bachelin, Karl Girardet) et d'artistes. Ces documents renseignent abondamment sur la vie intellectuelle et artistique à Neuchâtel et sur la famille de Meuron. L'inventaire de ce fonds est consultable en ligne dans le portail des archives neuchâteloises.

## Principales œuvres
- Der Große Eiger, von der Wengernalp aus gesehen
- Vue de l’île de Saint-Pierre, 1825, musée d'art et d'histoire de Neuchâtel

## Sources
- Fonds : Maximilien de Meuron (1723-1950).  Cote : MEURON MAXIMILIEN DE. Archives de l'État de Neuchâtel (présentation en ligne).